# Annastinefors bruk
Annastinefors bruk är ett före detta bruk i Finspångs kommun (Hällestads socken) i Östergötland.

## Historia
Annastinefors bruk var belägget vid Bleklången och Mörtsjön i Hällestads socken, Finspånga läns härad. Bruket startades 1752 av Nils Palmstierna, som även ägde Sonstorps bruk och var uppkallat efter hans hustru Anna Christina Lagerberg. Då bruke grundades anlade man ett manufakturverk vid Bleklången och Mörtsjön. På 1960-tlaet fick bruket besök av bergsvetenskapsmannen Sven Rinman. Olof Burenstam fick 1809 tillstånd att anlägga fler spikhamrar vid bruket.
Bruket bestod 1821 av en kniphammare, två räckhamrar,, fyra spikhamrar, fyra städ och fem hästskostampar. Bruket lades ner 1838, men startade redan i april 1839. Då bestod bruket av en knipphammare och två spikhamrar. Sista tillverkningen ägde rum 1855.

### Smeder
Lista över smeder vid bruket:
- Anders Andersson Tyrberg (1713–1781).[1]